# مغيرات شبلي
مغيرات شبلي قرية سوريّة تتبع إداريّاً لمحافظة حلب منطقة السفيرة ناحية الحاجب، بلغ تعداد سكانها (1,079) نسمة حسب التعداد السكاني لعام 2004.